# 潘德莉拉
拿督潘德莉拉·麗農·帕姆格（1993年3月2日—），部分大馬媒體簡稱為潘德莉拉或潘德蕾拉，馬來西亞女子跳水運動員。

## 生涯

### 早年
潘德莉拉出生於東馬砂拉越州古晉石隆門，她是一名比達友原住民。由於生活環境靠近林間小河、小溪之間，因此潘德莉拉便在童年時期開始展露她的跳水天賦。直到她八歲時，她與其他40位同學被遴選為跳水運動員。在潘德莉拉14歲時，她離開了家鄉遠赴吉隆坡加入到馬來西亞國家跳水隊訓練。

### 2007年－2009年
2007年，潘德莉拉首戰國際賽場是亞洲青年跳水錦標賽並且在此賽事中奪下四枚金牌。並在同年與張俊虹合作挑戰東南亞運動會的雙人10米跳台以及個人10米跳台項目，潘德莉拉在這兩項項目分別奪下金牌與銀牌。2008年，年僅15歲的潘德莉拉首次參加奧運會的個人10米跳台項目，她在預賽中以249.20的分數排名第27，無緣晉級決賽圈。隔年2月，潘德莉拉首次出戰國際泳聯跳水大獎賽；在中國深圳站，她將出戰個人10米跳台以及與薇薇安合作出戰雙人10米跳台項目，潘德莉拉在兩項項目中都奪得季軍。同年7月，潘德莉拉首次挑戰世錦賽，她與梁敏喻合作出戰雙人10米跳台項目便以321.66的分數拿下季軍。12月，潘德莉拉再與薇薇安出戰東南亞運動會雙人10米跳台和個人10米跳台，她在這兩項項目都奪下了金牌。

### 2010年－2012年

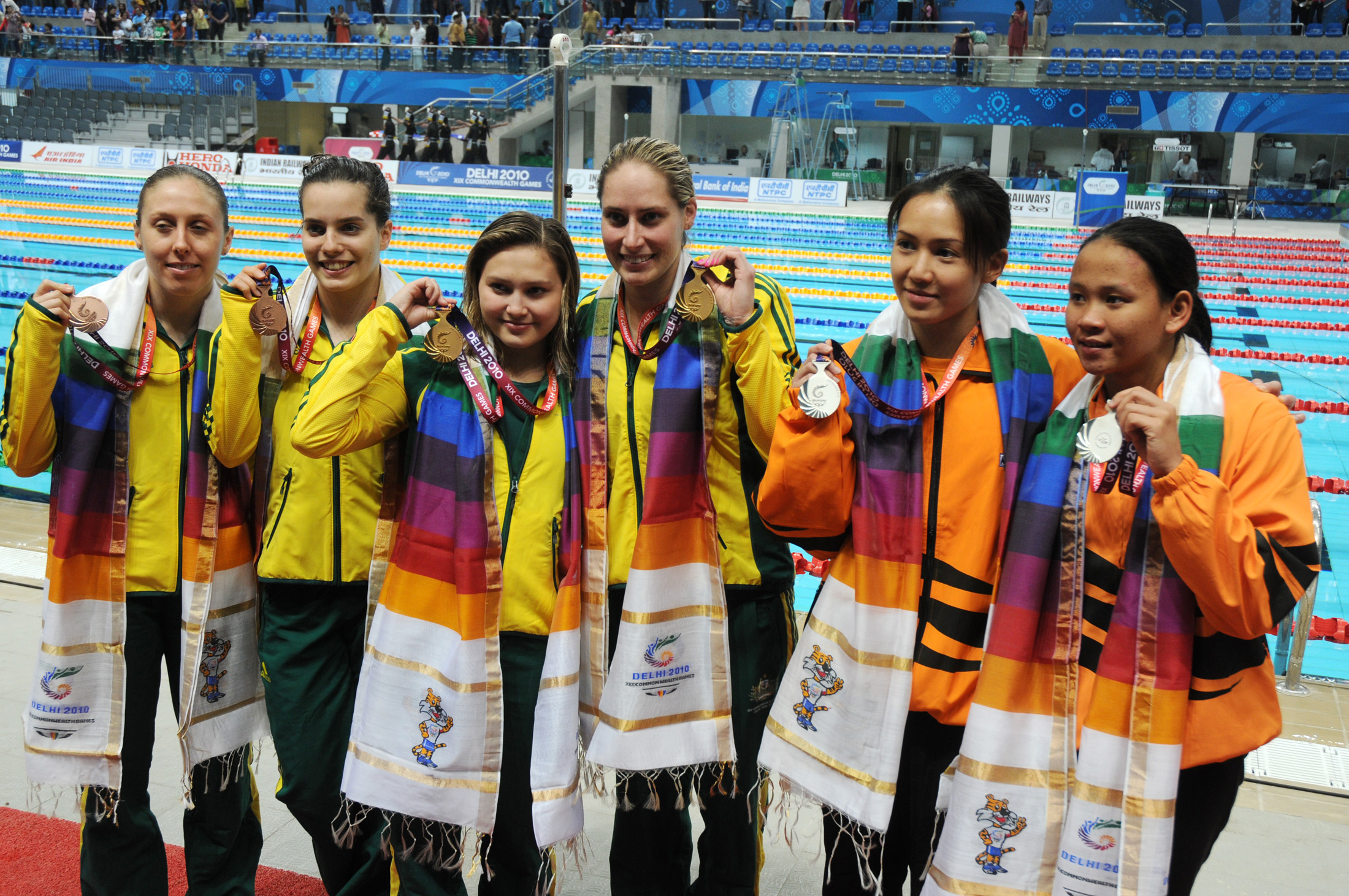
潘德莉拉於2010年英聯邦運動會與梁敏喻奪得銀牌

2010年，潘德莉拉在綜合運動會上獲得亮眼成績，她先是出戰在新加坡舉行的青年奧運會的女子3米跳板以及10米跳台，她在這兩項都奪得了銀牌，亦為馬來西亞史上首位奪得奧運跳水獎牌的運動員。隨後，她在10月參加在印度舉行的英聯邦運動會的個人10跳台和雙人10米跳台。她先是在10米跳台中奪下生涯中首枚英聯邦運動會金牌，之後她與梁敏喻聯手以371.05的分數奪下雙人10米跳台的銀牌。11月，潘德莉拉再參加廣州亞運會，出戰女子10米跳台及雙人10米跳台兩個項目。她先與梁敏喻合作贏得雙人10米跳台銀牌，再在10米跳台個人項目以344.45分奪得一枚銅牌。
2011年，潘德莉拉先後在世界跳水系列賽和國際泳聯跳水大獎賽獲得佳績，她在個人10跳台項目中分別在世界跳水系列賽莫斯科站和跳水大獎賽羅斯托克站獲得兩座亞軍。女子雙人10跳台項目中，潘德莉拉與梁敏喻聯手奪得了世界跳水系列賽北京站的亞軍和跳水大獎賽羅斯托克站的冠軍。同年12月，潘德莉拉也以342.90的分數成功衛冕東南亞運動會個人10米跳台的金牌。2012年，潘德莉拉與梁敏喻合作出戰世界跳水系列賽杜拜站的雙人10米跳台以316.38分拿下亞軍。同年5月，潘德莉拉再出戰國際泳聯跳水大獎賽蒙特利爾站的個人10米跳台，她以379.70的高分奪下第二座跳水大獎賽的冠軍。8月，潘德莉拉被選為馬來西亞奧運代表團的開幕式旗手，並且她在奧運會共出戰三個項目分別是個人10米跳台、女子雙人10米跳台以及女子雙人3米跳板，最終她在個人10米跳台決賽圈中以359.20的分數位居第三，摘下銅牌同時亦為馬來西亞史上在奧運會的首枚跳水獎牌。潘德莉拉也是馬來西亞首位獲得奧運獎牌的女運動員，她也因以上成就獲選2012年年度馬來西亞最佳女運動員以及在2013年當選馬來西亞十大傑出青年。

### 2013年－2015年
2013年，潘德莉拉與梁敏喻合作在國際泳聯跳水大獎賽和世界跳水系列賽共拿下了五座獎項。她們分別在世界跳水系列賽的愛丁堡站、莫斯科站和瓜達拉哈拉第一站拿下三座亞軍以及在瓜拉拉哈拉第二站拿下一座季軍。在國際泳聯跳水大獎賽上，她們以295.62的分數拿下劳德代尔堡站的雙人10米跳台亞軍。2013年7月，潘德莉拉與梁敏喻再合作出戰在西班牙巴塞隆納舉辦的世界游泳錦標賽跳水比賽的雙人10米跳台項目，她們在決賽圈中以331.14分將季軍收入囊中。12月，潘德莉拉成為在東南亞運動會第三度衛冕個人10米跳台金牌。
2014年，潘德莉拉分別與諾哈碧妲和梁敏喻出戰英聯邦運動會以及亞洲運動會的雙人10米跳台項目，她們以300.12分和313.92分皆拿下該賽事的銅牌。除此之外，潘德莉拉也在英聯邦運動會的個人10米跳台項目奪下銀牌，無緣衛冕金牌。潘德莉拉也與張俊虹合作出戰世界跳水系列賽和國際泳聯跳水大獎賽，她們分別在世界跳水系列賽的蒙特雷站和國際泳聯跳水大獎賽的吉隆坡站贏得亞軍。
2015年，潘德莉拉出戰在俄羅斯喀山舉辦的世界游泳錦標賽游泳比賽的個人10米跳台項目，在決賽圈中她分別以75.00、65.25、和三次81.60；共385.05的分數排名第三，斬獲季軍。她也與張俊虹搭檔拿下國際泳聯跳水大獎賽黃金海岸站的雙人10米跳台亞軍。潘德莉拉也在東南亞運動會的個人10米跳台項目第四度衛冕金牌。

### 2016年－2018年
2016年，潘德莉拉與張俊虹搭檔合作出戰在巴西里約熱內盧舉辦的跳水世界盃雙人10米跳台項目，她們在決賽圈中以318.90的高分位居第二，奪下了潘德莉拉跳水生涯中首座跳水世界盃獎牌，此亞軍也讓她們獲得了出征奧運會的參賽資格。在奧運會之前期間，潘德莉拉也與梁敏喻分別奪下了世界跳水系列賽北京站與喀山站的季軍。同年8月，潘德莉拉與張俊虹在奧運會雙人10米跳台項目中以344.34的分數摘下銀牌，這枚銀牌也是馬來西亞史上第二枚跳水獎牌。
2017年，潘德莉拉與張俊虹合作出戰在中國北京和廣州舉辦的世界跳水系列賽雙人10米跳台項目，她們先後獲得亞軍與季軍。之後，潘德莉拉再與諾哈碧妲出戰溫莎站，她們以298.80的分數位居亞軍。同年7月，潘德莉拉與張俊虹出戰在匈牙利布達佩斯舉辦的世錦賽的雙人10跳台項目，在決賽圈中她們以328.74的分數奪下了季軍。潘德莉拉隨後也與梁敏喻奪得國際泳聯跳水大獎賽吉隆坡站雙人10米跳台的冠軍。在個人10米跳台項目中，潘德莉拉在國際泳聯跳水大獎賽的黄金海岸站以319.40的高分奪下冠軍。潘德莉拉也在東南亞運動會第五度衛冕金牌。
2018年，潘德莉拉與張俊虹搭檔合作出戰世界跳水系列賽的雙人10米跳台項目，她們最好的成績是在蒙特利爾站以322.74的分數奪得冠軍。她們也在北京站、富士市站和喀山站斬獲一座亞軍和兩座季軍。在綜合運動會上，她同樣與張俊虹出戰英聯邦運動會雙人10跳台，她們在決賽圈中以328.08的高分勇奪金牌。然而在亞洲運動會前夕因潘德莉拉臨陣受傷而選擇退賽。潘德莉拉也在個人10跳台項目中獲得了跳水世界盃的季軍。

### 2019年－2022年
2019年，潘德莉拉在世界跳水系列賽的成績並不理想，五站皆未達到前三名。直到同年7月，潘德莉拉才與梁敏喻在世界游泳錦標賽跳水比賽的雙人10米跳台項目中以312.72的分數奪得年內唯一一座亞軍。2020年，潘德莉拉分別在世界跳水系列賽的蒙特利爾站出戰個人10米跳台以及與梁敏喻挑戰雙人10米跳台項目，她在這兩項中各別獲得了季軍與亞軍。2021年5月，潘德莉拉代表馬來西亞參加2021年跳水世界杯出戰個人10米跳台项目，成功获得355.70总分压倒日本队的荒井祭里与加拿大的凯莉麦凯勇夺冠军，成为马来西亚历史上首位夺得跳水世界杯金牌的女运动员，這項冠軍也讓她獲得了因COVID-19病毒疫情延遲至2021年的東京奧運會參賽資格。在東京奧運會上，潘德莉拉共出戰兩項項目，分別是個人10米跳台以及與梁敏喻合作的雙人10米跳台。在雙人10米跳台決賽中，她們以277.98的分數位居第八，無緣獎牌。而潘德莉拉在個人10米跳台的預賽中以284.90的分數位居第18闖進半決賽。半決賽上，潘德莉拉再以315.75分位居第七闖進決賽。決賽中，潘德莉拉以18.00、71.05、60.80、52.80和43.20；共245.85分數排名第八同樣無緣獎牌。同年10月，潘德莉拉因在跳水領域的傑出貢獻，獲得砂拉越元首在85歲華誕受封“拿督”勛銜。
2022年5月，潘德莉拉與諾哈碧妲合作搭檔出戰延遲至2022年的東南亞運動會雙人10米跳台項目，他們以292.14的分數奪下金牌。同年6月，潘德莉拉出戰在匈牙利布達佩斯舉辦的世界游泳錦標賽跳水比賽的個人10米跳台項目，她在決賽圈中以338.85的分數拿下暌違七年的季軍。與此同時，潘德莉拉也與諾哈碧妲合作搭檔挑戰雙人10米跳台，她們在決賽圈中以298.68的分數位居第三，拿下季軍。

## 主要成績
只列出曾進入三甲的國際賽事成績：
| 年份   | 賽事                           | 項目         | 拍檔          | 成績   | 成績 |
| ------ | ------------------------------ | ------------ | ------------- | ------ | ---- |
| 2009年 | 國際泳聯跳水大獎賽中國站       | 女子10米跳台 | －            | 320.85 | 季軍 |
| 2009年 | 國際泳聯跳水大獎賽中國站       | 女雙10米跳台 | 特蕾希·薇薇安 | 290.34 | 季軍 |
| 2009年 | 世界游泳錦標賽跳水比賽         | 女雙10米跳台 | 梁敏喻        | 321.66 | 季軍 |
| 2010年 | 世界跳水系列賽韋拉克魯斯站     | 女子10米跳台 | －            | 394.20 | 亞軍 |
| 2010年 | 夏季青年奧林匹克運動會跳水比賽 | 女子3米跳板  | －            | 231.70 | 銀牌 |
| 2010年 | 夏季青年奧林匹克運動會跳水比賽 | 女子10米跳台 | －            | 277.65 | 銀牌 |
| 2010年 | 英聯邦運動會跳水比賽           | 女雙10米跳台 | 梁敏喻        | 328.38 | 銀牌 |
| 2010年 | 英聯邦運動會跳水比賽           | 女子10米跳台 | －            | 371.05 | 金牌 |
| 2010年 | 亞洲運動會跳水比賽             | 女子10米跳台 | －            | 344.45 | 銅牌 |
| 2010年 | 亞洲運動會跳水比賽             | 女雙10米跳台 | 梁敏喻        | 311.94 | 銀牌 |
| 2011年 | 世界跳水系列賽莫斯科站         | 女子10米跳台 | －            | 369.45 | 亞軍 |
| 2011年 | 世界跳水系列賽北京站           | 女雙10米跳台 | 梁敏喻        | 338.46 | 亞軍 |
| 2011年 | 國際泳聯跳水大獎賽德國站       | 女子10米跳台 | －            | 350.65 | 亞軍 |
| 2011年 | 國際泳聯跳水大獎賽德國站       | 女雙10米跳台 | 梁敏喻        | 312.96 | 冠軍 |
| 2012年 | 世界跳水系列賽杜拜站           | 女子10米跳台 | －            | 369.75 | 季軍 |
| 2012年 | 世界跳水系列賽杜拜站           | 女雙10米跳台 | 梁敏喻        | 316.38 | 亞軍 |
| 2012年 | 世界跳水系列賽中國站           | 女子10米跳台 | －            | 372.15 | 季軍 |
| 2012年 | 世界跳水系列賽俄羅斯站         | 女雙10米跳台 | 梁敏喻        | 321.00 | 季軍 |
| 2012年 | 國際泳聯跳水大獎賽加拿大站     | 女子10米跳台 | －            | 379.70 | 冠軍 |
| 2012年 | 奧林匹克運動會跳水比賽         | 女子10米跳台 | －            | 359.20 | 銅牌 |
| 2013年 | 世界跳水系列賽中國站           | 女子10米跳台 | －            | 337.75 | 季軍 |
| 2013年 | 世界跳水系列賽英國站           | 女雙10米跳台 | 梁敏喻        | 322.20 | 亞軍 |
| 2013年 | 世界跳水系列賽俄羅斯站         | 女雙10米跳台 | 梁敏喻        | 329.40 | 亞軍 |
| 2013年 | 國際泳聯跳水大獎賽美國站       | 女雙10米跳台 | 梁敏喻        | 295.62 | 亞軍 |
| 2013年 | 世界跳水系列賽墨西哥站         | 女雙10米跳台 | 梁敏喻        | 308.82 | 亞軍 |
| 2013年 | 世界跳水系列賽墨西哥站         | 女雙10米跳台 | 梁敏喻        | 311.46 | 季軍 |
| 2013年 | 世界游泳錦標賽跳水比賽         | 女雙10米跳台 | 梁敏喻        | 331.14 | 季軍 |
| 2014年 | 世界跳水系列賽中國站           | 女子10米跳台 | －            | 368.50 | 亞軍 |
| 2014年 | 世界跳水系列賽中國站           | 女雙10米跳台 | 梁敏喻        | 303.96 | 季軍 |
| 2014年 | 世界跳水系列賽杜拜站           | 女子10米跳台 | －            | 358.75 | 亞軍 |
| 2014年 | 世界跳水系列賽杜拜站           | 女雙10米跳台 | 梁敏喻        | 314.64 | 亞軍 |
| 2014年 | 世界跳水系列賽英國站           | 女子10米跳台 | －            | 380.70 | 季軍 |
| 2014年 | 世界跳水系列賽俄羅斯站         | 女雙10米跳台 | 梁敏喻        | 310.26 | 季軍 |
| 2014年 | 世界跳水系列賽墨西哥站         | 女雙10米跳台 | 張俊虹        | 328.56 | 亞軍 |
| 2014年 | 英聯邦運動會跳水比賽           | 女子10米跳台 | －            | 368.55 | 銀牌 |
| 2014年 | 英聯邦運動會跳水比賽           | 女雙10米跳台 | 诺哈碧妲      | 300.12 | 銅牌 |
| 2014年 | 亞洲運動會跳水比賽             | 女雙10米跳台 | 梁敏喻        | 313.92 | 銅牌 |
| 2014年 | 國際泳聯跳水大獎賽馬來西亞站   | 女子10米跳台 | －            | 354.00 | 季軍 |
| 2014年 | 國際泳聯跳水大獎賽馬來西亞站   | 女雙10米跳台 | 張俊虹        | 327.84 | 亞軍 |
| 2015年 | 世界跳水系列賽加拿大站         | 女子10米跳台 | －            | 371.25 | 季軍 |
| 2015年 | 世界游泳錦標賽跳水比賽         | 女子10米跳台 | －            | 385.05 | 季軍 |
| 2015年 | 國際泳聯跳水大獎賽澳洲站       | 女雙10米跳台 | 張俊虹        | 312.72 | 季軍 |
| 2016年 | 跳水世界盃                     | 女雙10米跳台 | 張俊虹        | 318.90 | 亞軍 |
| 2016年 | 世界跳水系列賽中國站           | 女雙10米跳台 | 梁敏喻        | 311.70 | 季軍 |
| 2016年 | 世界跳水系列賽俄羅斯站         | 女雙10米跳台 | 梁敏喻        | 303.42 | 季軍 |
| 2016年 | 奧林匹克運動會跳水比賽         | 女雙10米跳台 | 張俊虹        | 344.34 | 銀牌 |
| 2017年 | 世界跳水系列賽北京站           | 女雙10米跳台 | 張俊虹        | 316.08 | 亞軍 |
| 2017年 | 世界跳水系列賽廣州站           | 女雙10米跳台 | 張俊虹        | 332.46 | 季軍 |
| 2017年 | 世界跳水系列賽加拿大站         | 女雙10米跳台 | 诺哈碧妲      | 298.80 | 亞軍 |
| 2017年 | 世界游泳錦標賽跳水比賽         | 女雙10米跳台 | 張俊虹        | 328.74 | 季軍 |
| 2017年 | 國際泳聯跳水大獎賽馬來西亞站   | 女子10米跳台 | －            | 332.40 | 亞軍 |
| 2017年 | 國際泳聯跳水大獎賽馬來西亞站   | 女雙10米跳台 | 梁敏喻        | 311.28 | 冠軍 |
| 2017年 | 國際泳聯跳水大獎賽澳洲站       | 女子10米跳台 | －            | 319.40 | 冠軍 |
| 2017年 | 國際泳聯跳水大獎賽澳洲站       | 女雙10米跳台 | 梁敏喻        | 287.10 | 亞軍 |
| 2018年 | 世界跳水系列賽中國站           | 女雙10米跳台 | 張俊虹        | 312.24 | 亞軍 |
| 2018年 | 世界跳水系列賽日本站           | 女雙10米跳台 | 張俊虹        | 310.32 | 季軍 |
| 2018年 | 英聯邦運動會跳水比賽           | 女雙10米跳台 | 張俊虹        | 328.08 | 金牌 |
| 2018年 | 世界跳水系列賽加拿大站         | 女雙10米跳台 | 張俊虹        | 322.74 | 冠軍 |
| 2018年 | 世界跳水系列賽俄羅斯站         | 女雙10米跳台 | 張俊虹        | 318.54 | 季軍 |
| 2018年 | 跳水世界盃                     | 女子10米跳台 | －            | 349.15 | 季軍 |
| 2019年 | 世界游泳錦標賽跳水比賽         | 女雙10米跳台 | 梁敏喻        | 312.72 | 亞軍 |
| 2020年 | 世界跳水系列賽加拿大站         | 女子10米跳台 | －            | 337.55 | 季軍 |
| 2020年 | 世界跳水系列賽加拿大站         | 女雙10米跳台 | 梁敏喻        | 297.66 | 亞軍 |
| 2021年 | 跳水世界盃                     | 女子10米跳台 | －            | 355.70 | 冠軍 |
| 2022年 | 世界游泳錦標賽跳水比賽         | 女子10米跳台 | －            | 338.85 | 季軍 |
| 2022年 | 世界游泳錦標賽跳水比賽         | 女雙10米跳台 | 諾哈碧妲      | 298.68 | 季軍 |
| 2023年 | 亞洲運動會跳水比賽             | 女子10米跳台 | －            | 280.50 | 銅牌 |
| 2023年 | 亞洲運動會跳水比賽             | 女雙10米跳台 | 諾哈碧妲      | 266.94 | 銅牌 |

## 封衔
- 马来西亚 :
  -  护国有功勋章 (AMN) (2016)[72]

- 砂拉越 :
  -  翠鸟之星功臣奖章 (JBK) (2016)[73]
  -  砂拉越之星效忠领袖勋章 (PSBS) – 拿督 (2021)[74][75]

## 外部連結
- 個人網站 （页面存档备份，存于）

| 奥林匹克运动会          | 奥林匹克运动会                   | 奥林匹克运动会 |
| ----------------------- | -------------------------------- | -------------- |
| 前任： 阿茲祖哈斯尼阿旺 | 马来西亚開幕掌旗官 · 倫敦 2012   | 繼任： 李宗伟  |
| 前任： 伊麗莎白·吉米    | 马来西亚閉幕掌旗官 · 倫敦 2012   | 繼任： 李宗伟  |
| 前任： 李宗偉           | 马来西亚閉幕掌旗官 · 東京 2020   | 繼任： 刘正文  |
| 夏季青年奧林匹克運動會  |                                  |                |
| 前任： 無               | 马来西亚開幕掌旗官 · 新加坡 2010 | 繼任： 林庆煌  |